# Drávatamási megállóhely
Drávatamási megállóhely egy Somogy vármegyei vasúti megállóhely, amit a MÁV üzemeltetett, Darány településen.
A község déli külterületei között helyezkedett el, a központtól 2 kilométerre délre, a névadó Drávatamásitól 3 kilométerre észak-északkeletre, az 5804-es út vasúti keresztezésének nyugati oldalán, nem messze az út drávatamási elágazásától.

## Vasútvonalak
A megállóhelyet az alábbi vasútvonalak érintik:
- Középrigóc–Villány-vasútvonal

## Kapcsolódó állomások
A vasúti megállóhelyhez az alábbi állomások vannak a legközelebb:
- Középrigóc vasútállomás (Középrigóc–Villány-vasútvonal)
- Kastélyosdombó megállóhely (Középrigóc–Villány-vasútvonal)

## Forgalom
A megállóhelyen és a rajta áthaladó vasútvonalon a vasúti forgalom 2006. május 8. óta szünetel.